# John Bagot Glubb
John Bagot Glubb KCB, CMG, OBE, ook bekend als Glubb Pasha (Preston (Lancashire), 16 april 1897 - Mayfield, 17 maart 1986) was een Britse beroepsmilitair. Hij was luitenant-generaal van de genie.
Glubb werd beroemd als commandant van het Arabisch Legioen, de strijdkrachten van Transjordanië van 1939 tot 1956. 

## Levensloop
Tijdens de Eerste Wereldoorlog vocht hij in Frankrijk.
Glubb werd in 1930 naar het Britse mandaatgebied Transjordanië gestuurd waar hij een einde wist te maken aan de rooftochten van de bedoeïenenstammen. In 1931 werd hij bevelhebber van het Arabisch Legioen.
In de Tweede Wereldoorlog viel hij met zijn legioen het aan Vichy-Frankrijk trouwe Syrië aan. Tijdens de Arabisch-Israëlische Oorlog van 1948 bezette Glubb met zijn Arabische Legioen de Westelijke Jordaanoever en Oost-Jeruzalem (het oude Jeruzalem). Na 1952 kwamen er conflicten met de koning Hoessein van Jordanië aan het licht. Twistappels waren de bevordering van Arabische officieren, strategie en financiering van het Arabische Legioen. Nationalisten waren verontwaardigd over de rol van een Engelsman als hoofd van een Arabisch leger. Men beschuldigde generaal Glubb ook van het beïnvloeden van de koning waar het de toetreding tot het de Verenigde Staten geleide Pact van Bagdad betrof.
In 1956 moest de koning Glubb ontslaan. Hij kreeg een met briljanten versierde Jordaanse ridderorde, de Wisam al-Iftiqhar al-Askari en werd door de Britse koningin geridderd. Glubb trok zich terug in Engeland waar hij een groot aantal artikelen en boeken over het Midden-Oosten schreef. Glubb en koning Hoessein bleven levenslang vrienden.
Sir John Bagot Glubb en Lady Muriel Rosemary Glubb, geboren Forbes kregen in 1939 een zoon, Godfrey, die zich al als jonge man tot de islam bekeerde en zijn naam in Faris Glubb veranderde. Zij adopteerden ook twee Palestijnse kinderen.

## Kuifje
In een avontuur van de Belgische strip Kuifje, Cokes in voorraad, komt een zekere Mull Pasha voor die het commando voert over gevechtsvliegtuigen. De figuur is op hem geënt.

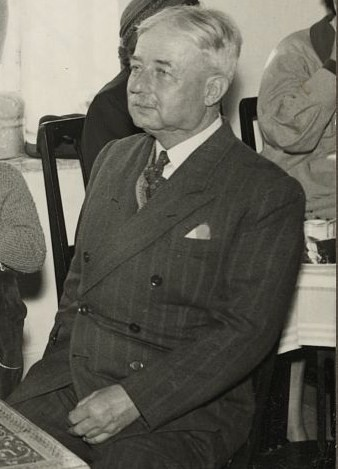
John Bagot Glubb, 1954

## Militaire loopbaan
- Second Lieutenant: 20 april 1915[2]
- Lieutenant:[2]
- Waarnemend Captain:[2]
  - 26 augustus 1916 -
  - 12 augustus 1918 - 20 augustus 1918
  - - 7 februari 1919
- Tijdelijk Captain:[2]
  - 1 april 1922 - 13 november 1922
- Captain: 14 november 1922[2]
  - Wachtgeld 17 september 1926, (uitdiensttreding 17 september 1927; gratificatie ontvangen)
- Captain RARO 17 september 1927[2]
  - Anciënniteit: 21 mei 1920
- lokaal Major:[2]
  - 1 november 1930 - april 1946
- Lokaal Colonel: 1941[2]
- Waarnemend Brigadier:[2]
  - 30 augustus 1944 - april 1946
- Lieutenant-General:[2]

## Decoraties
- Ridder Commandeur in de Orde van het Bad op 6 maart 1956[2]
- Lid in de Orde van Sint-Michaël en Sint-George op 13 juni 1946[2]
- Orde van Voorname Dienst (Verenigd Koninkrijk) op 21 oktober 1941[2]
- Officier in de Orde van het Britse Rijk op 3 juni 1924[2]
- Military Cross op 1 januari 1918[2]
- Order van Al Rafidain
  - Vierde Klasse op 2 augustus 1934[2]
- Order van Al Istiqlal
  - Eerste Klasse op 5 juli 1940[2]
- Order van El Nahda
  - Eerste Klasse op 18 augustus 1944[2]
- Queen's Police Medal (Verenigd Koninkrijk) op 2 januari 1939[2]
- Ridder in de Orde van Sint-Jan in 1955